# Asola
Asola és un municipi de la província de Màntua, a la regió de la Llombardia, (Itàlia).
Asola limita amb els municipis de Acquanegra sul Chiese, Canneto sull'Oglio, Casalmoro, Casaloldo, Casalromano, Castel Goffredo, Fiesse, Gambara, Mariana Mantovana, Piubega i Remedello.
Pertanyen al municipi les frazioni de Barchi, Borghetto, Castelnuovo, Gazzuoli, Quattro Strade, San Pietro, Sorbara i Seriole.

## Galeria

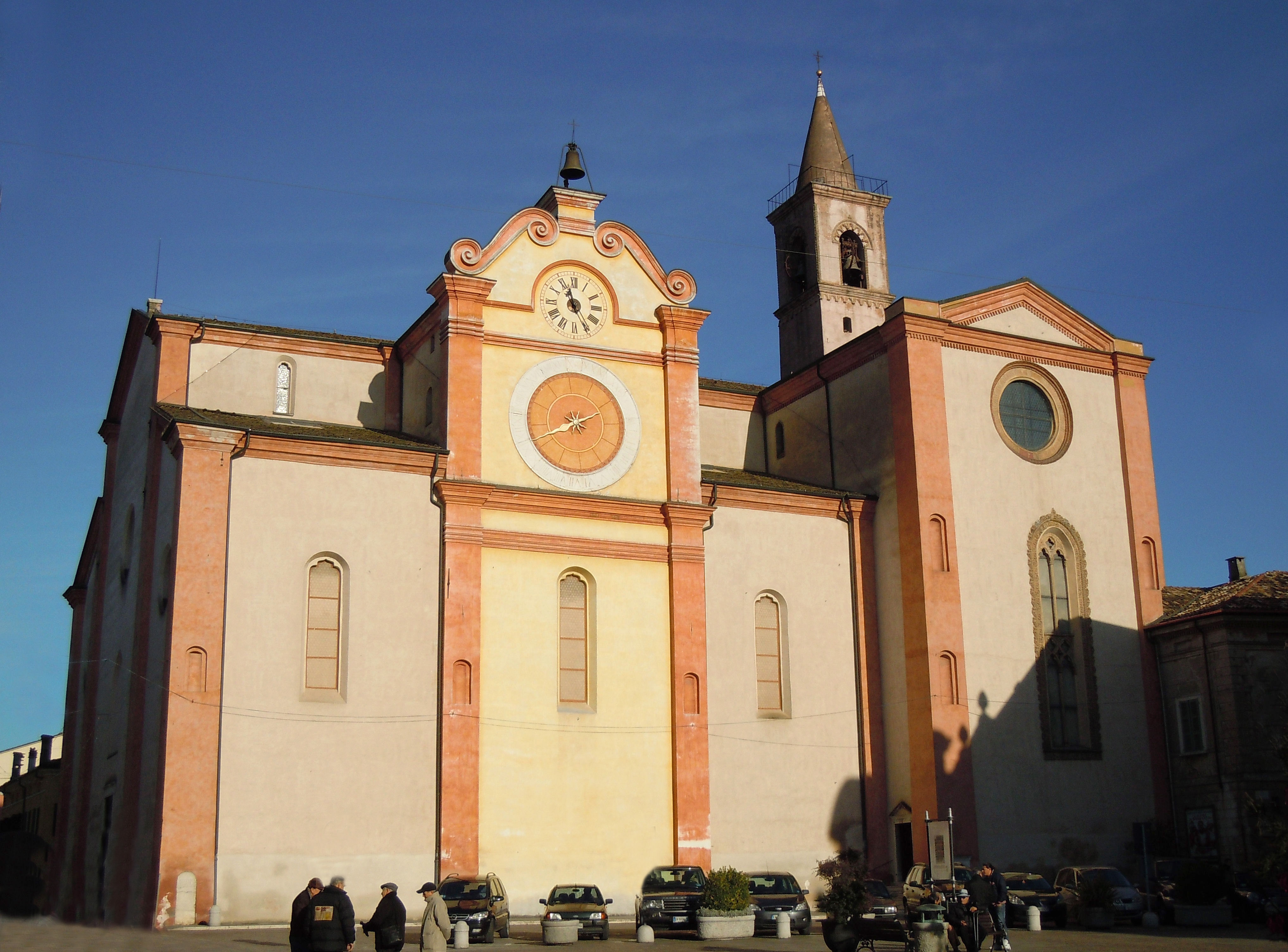
Catedral
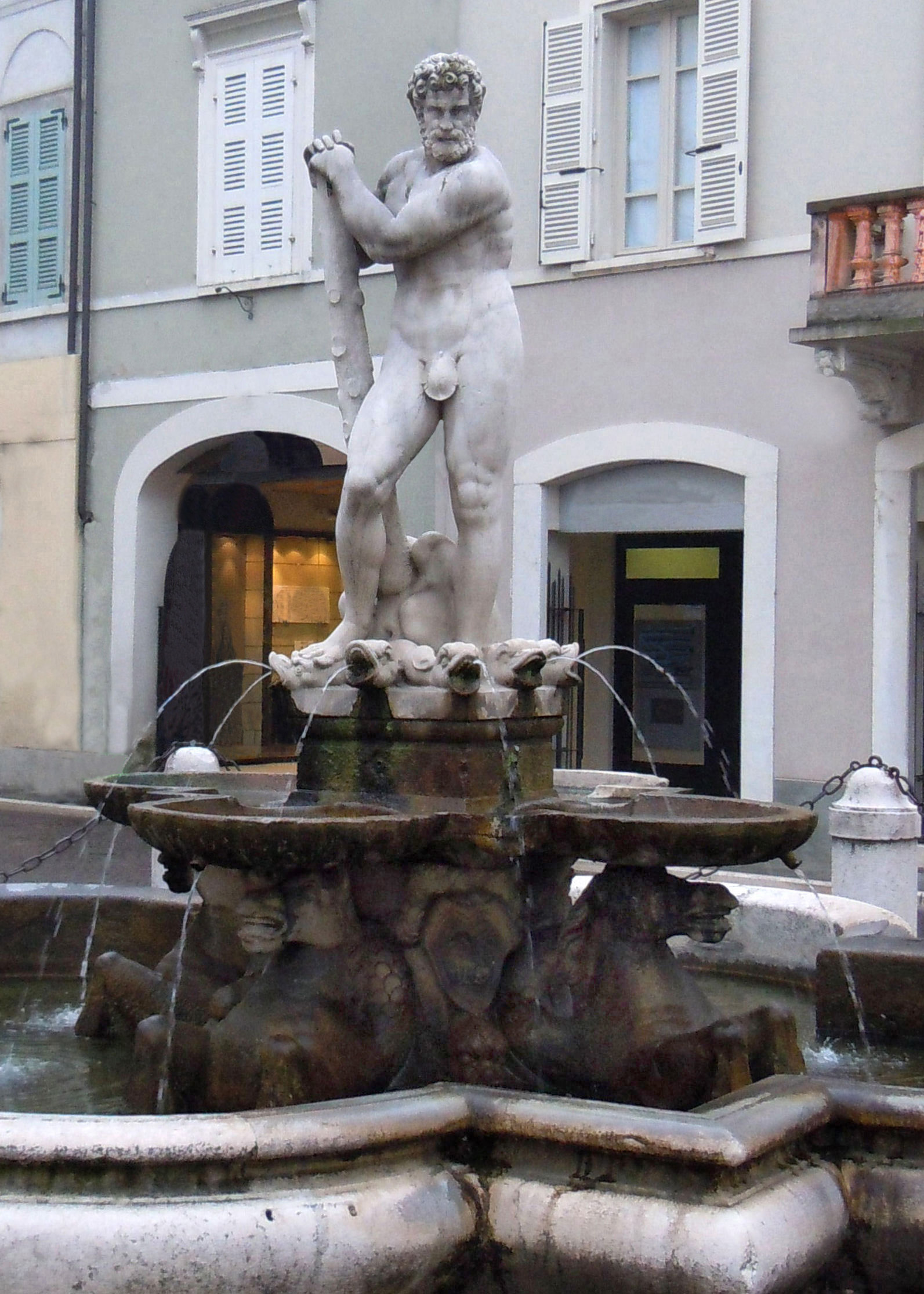
fontana di Ercole
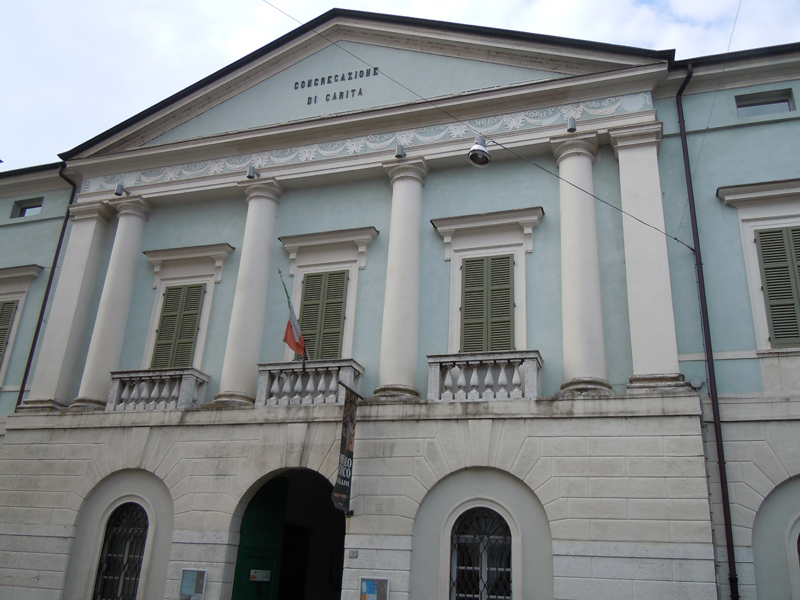
Monte dei Pegni
Localització d'Asola a la província de Mantúa